# Минзитарово
Минзитарово (баш. Меңйетәр) — село в Иглинском районе Башкортостана, административный центр Уктеевского сельсовета.

## Географическое положение
Расположено на правом берегу Лобовки в 10 км к северу от Иглино и в 30 км к северо-востоку от Уфы. На севере примыкает к лесному массиву.
По восточной окраине села проходит автодорога Уфа — Иглино — Павловка. Ближайшая ж.-д. платформа Чуваши (на линии Уфа — Челябинск) находится в 7,5 км к юго-востоку в селе Чуваш-Кубово.

## Население
| 2002 | 2009 | 2010 |
| ---- | ---- | ---- |
| 511  | ↘503 | ↗514 |

Национальный состав
Согласно переписи 2002 года, преобладающая национальность — башкиры (95 %).

## Территория здорового образа жизни
Жители Минзитарово уже пять лет ведут трезвый образ жизни: здесь запрещена продажа алкоголя и табачных изделий, на праздниках наливают только чай, а на местных сходах граждан агитируют вести здоровый образ жизни. На въезде в село установлен большой плакат «Территория здорового образа жизни» — это напоминание жителям и гостям, что здесь не пьют и не продают алкоголь. Борьбу с пьянством в селе начали в 2013 году, когда местные депутаты приняли собственную поправку в закон о продаже алкогольной продукции. Теперь в селе запрещено продавать алкогольные напитки и сигареты в радиусе километра от административных зданий.

## Религия
В селе есть мечеть.